# Seven de Sudáfrica 2013
El Seven de Sudáfrica de 2013 fue la decimoquinta edición del torneo sudafricano de rugby 7 y el tercer torneo de la temporada 2013-14 de la Serie Mundial Masculina de Rugby 7.
Se disputó en el Nelson Mandela Bay Stadium de Puerto Elizabeth.

## Fase de grupos

### Grupo A
| Equipo    | Encuentros | Encuentros | Encuentros | Encuentros | Tantos  | Tantos    | Tantos     | Puntos |
| Equipo    | jugados    | ganados    | empatados  | perdidos   | a favor | en contra | diferencia | Puntos |
| --------- | ---------- | ---------- | ---------- | ---------- | ------- | --------- | ---------- | ------ |
| Fiyi      | 3          | 3          | 0          | 0          | 82      | 24        | +58        | 9      |
| Francia   | 3          | 2          | 0          | 1          | 59      | 60        | -1         | 7      |
| Australia | 3          | 1          | 0          | 2          | 48      | 64        | -16        | 5      |
| Escocia   | 3          | 0          | 0          | 3          | 52      | 93        | -41        | 3      |

Nota: Se otorgan 3 puntos al equipo que gane un partido, 2 al que empate y 1 al que pierda

### Grupo B
| Equipo    | Encuentros | Encuentros | Encuentros | Encuentros | Tantos  | Tantos    | Tantos     | Puntos |
| Equipo    | jugados    | ganados    | empatados  | perdidos   | a favor | en contra | diferencia | Puntos |
| --------- | ---------- | ---------- | ---------- | ---------- | ------- | --------- | ---------- | ------ |
| Sudáfrica | 3          | 3          | 0          | 0          | 89      | 14        | +75        | 9      |
| Kenia     | 3          | 2          | 0          | 1          | 59      | 39        | +20        | 7      |
| España    | 3          | 1          | 0          | 2          | 26      | 78        | -52        | 5      |
| Canadá    | 3          | 0          | 0          | 3          | 31      | 74        | -43        | 3      |

### Grupo C
| Equipo         | Encuentros | Encuentros | Encuentros | Encuentros | Tantos  | Tantos    | Tantos     | Puntos |
| Equipo         | jugados    | ganados    | empatados  | perdidos   | a favor | en contra | diferencia | Puntos |
| -------------- | ---------- | ---------- | ---------- | ---------- | ------- | --------- | ---------- | ------ |
| Nueva Zelanda  | 3          | 3          | 0          | 0          | 134     | 14        | +120       | 9      |
| Portugal       | 3          | 2          | 0          | 1          | 61      | 77        | -16        | 7      |
| Gales          | 3          | 1          | 0          | 2          | 50      | 86        | -36        | 5      |
| Estados Unidos | 3          | 0          | 0          | 3          | 34      | 102       | -68        | 3      |

### Grupo D
| Equipo     | Encuentros | Encuentros | Encuentros | Encuentros | Tantos  | Tantos    | Tantos     | Puntos |
| Equipo     | jugados    | ganados    | empatados  | perdidos   | a favor | en contra | diferencia | Puntos |
| ---------- | ---------- | ---------- | ---------- | ---------- | ------- | --------- | ---------- | ------ |
| Argentina  | 3          | 3          | 0          | 0          | 78      | 43        | +35        | 9      |
| Samoa      | 3          | 2          | 0          | 1          | 86      | 40        | +46        | 7      |
| Inglaterra | 3          | 1          | 0          | 2          | 68      | 52        | +16        | 5      |
| Zimbabue   | 3          | 0          | 0          | 3          | 12      | 109       | -97        | 3      |

## Fase Final

### Cuartos de final
| 8 de diciembre | Fiyi | 12 - 28 | Samoa |  |  |

| 8 de diciembre | Nueva Zelanda | 19 - 0 | Kenia |  |  |

| 8 de diciembre | Argentina | 14 - 7 | Francia |  |  |

| 8 de diciembre | Sudáfrica | 45 - 0 | Portugal |  |  |

### Semifinal
| 8 de diciembre | Samoa | 5 - 19 | Nueva Zelanda |  |  |

| 8 de diciembre | Argentina | 0 - 31 | Sudáfrica |  |  |

### Final
| 8 de diciembre | Nueva Zelanda | 14 - 17 | Sudáfrica |  |  |

| Bandera de Sudáfrica   |
| Campeón Sudáfrica      |
| 1º título del circuito |